# Странная женщина (фильм, 1977)
«Странная женщина» — советская двухсерийная мелодрама, снятая в 1977 году режиссёром Юлием Райзманом. Главную роль в фильме исполнила Ирина Купченко. Премьера фильма состоялась 11 сентября 1978 года.

## Сюжет
33-летняя Евгения, главная героиня фильма, мечтает не столько о любви, сколько об открытых и сильных чувствах. По профессии она — юрисконсульт, замужем за успешным работником Министерства внешней торговли СССР. Однако в семье давно холод и безразличие, даже с сыном-подростком, и попытки найти что-то сильное в поездке вместе с мужем в Берлин, в попытке завязать роман на стороне с учёным-кибернетиком — терпят крах. Евгения оставила Москву, семью, сына и приехала в провинциальный городок, к своей матери, посвятив себя работе и людям, нуждающимся в её помощи. Позже появляется неизвестный молодой человек, который не может жить без неё. Поначалу Евгения негативно и с подозрением относится к нему, однако позже она начинает понимать, что это человек, которого она ждала всю жизнь.

## В ролях
- Ирина Купченко — Евгения Михайловна Шевелёва
- Юрий Подсолонко — Андрей Шевелёв, муж Евгении
- Василий Лановой — Николай Сергеевич Андрианов
- Олег Вавилов — Юра Агапов
- Антонина Богданова — мать Евгении
- Татьяна Говорова — Тамара, сестра Евгении
- Валерий Тодоровский — Володя, сын Евгении
- Светлана Коркошко — Виктория Анатольевна, подруга Евгении
- Степан Бубнов — юрист завода
- Вадим Грачёв — Николай Ильич
- Вера Енютина — Любовь Федосеевна, мать Андрея
- Александр Корженков — Хмельков, повар
- Елена Корнилова[пол.] — Надя
- Татьяна Кузнецова — Селезнёва, прядильщица
- Юрий Мажуга — Степан Кузьмич, приятель Андрея
- Даниил Нетребин — Саша, мужчина с газетой на вокзале
- Борис Новиков — скандалист в вокзальном буфете
- Любовь Горячева — член юридического кружка
- Светлана Переладова — влюблённая в Юрия, член юридического кружка
- Дитмар Рихтер — представитель принимающей стороны в ГДР (в титрах — Р. Дитмар)

## Критика
Кинокритик Евгений Громов отмечал, что «фильм Е. Габриловича – Ю. Райзмана сложен и спорен как по своему материалу и его трактовке, так и по некоторым художественным решениям, не всё в равной мере удалось в нём. Однако в главном, в решающем – это серьёзный и нужный фильм, смотреть его интересно и поучительно». Итальянский критик Джованни Грацциани в 1980 году назвал картину «удивительным примером достоверности и правды о сегодняшнем дне». 

## Факты
- В передаче «Роли исполняют» Алла Демидова рассказала, что ей предлагали роль главной героини[3].
- В фильме Ирина Купченко сыграла со своим мужем Василием Лановым любовную пару.
- Практически сразу после съёмок исполнительница роли свекрови главной героини Вера Енютина эмигрировала в США, из-за чего, по некоторой информации, сцены с её участием были подвергнуты цензуре.